# Den stora klockan
Den stora klockan (engelska: The Big Clock) är en amerikansk långfilm från 1948 i regi av John Farrow, med Ray Milland, Charles Laughton, Maureen O’Sullivan och George Macready i rollerna. Filmen bygger på romanen Den stora klockan av Kenneth Fearing, som även låg till grund för filmen Ingen utväg (1987) med Kevin Costner i huvudrollen.

## Handling
Historien berättas i tillbakablickar. I början av filmen ser man George Stroud (Ray Milland), chefredaktören för tidskriften Crimeways. Han gömmer sig i den stora klockan i lobbyn till förlaget där han jobbar, Janoth Publications i New York.
Stroud har planerat en länge uppskjuten semester med sin hustru Georgette Stroud (Maureen O’Sullivan). Trots att hans tyranniska chef Earl Janoth (Charles Laughton) hotat att avskeda honom om han åker så har ändå bestämt sig för att göra det. Men istället för att träffa sin hustru vid järnvägsstationen som de bestämt så har han ett möte med Janoths älskarinna, Pauline York (Rita Johnson). Hon har långtgående planer på att utpressa Janoth och vill ha hjälp av Stroud. När George missat sitt tåg åker hans fru utan honom; istället blir det en natts drickande med den vackra Pauline.
Senare samma natt ser Janoth en man lämna sin älskarinnas lägenhet, men han lyckas inte se att det är George. Även om Stroud och York skiljts åt endast som vänner så antar Janoth något helt annat, och i ett passionerat gräl mördar han York. Janoth är nu fast besluten att hitta mannen som han såg lämna lägenheten och sätta dit honom för brottet. Ironiskt nog anlitar Janoth sin nyss avskedade chefredaktör Stroud för att leta rätt på sig själv.
Stroud måste nu försöka övertyga Janoth att han gör allt för att hitta den mystiska mannen, samtidigt som han försöker få fram egna bevis för vem som faktiskt låg bakom mordet.

## Rollista
| Ray Milland        | – George Stroud    |
| Charles Laughton   | – Earl Janoth      |
| Maureen O’Sullivan | – Georgette Stroud |
| George Macready    | – Steve Hagen      |
| Rita Johnson       | – Pauline York     |
| Elsa Lanchester    | – Louise Patterson |
| Harold Vermilyea   | – Don Klausmeyer   |
| Dan Tobin          | – Ray Cordette     |
| Harry Morgan       | – Bill Womack      |
| Richard Webb       | – Nat Sperling     |
| Elaine Riley       | – Lily Gold        |
| Luis Van Rooten    | – Edwin Orlin      |
| Lloyd Corrigan     | – McKinley         |
| Frank Orth         | – Burt             |
| Margaret Field     | – Second Secretary |